# Bill Minor

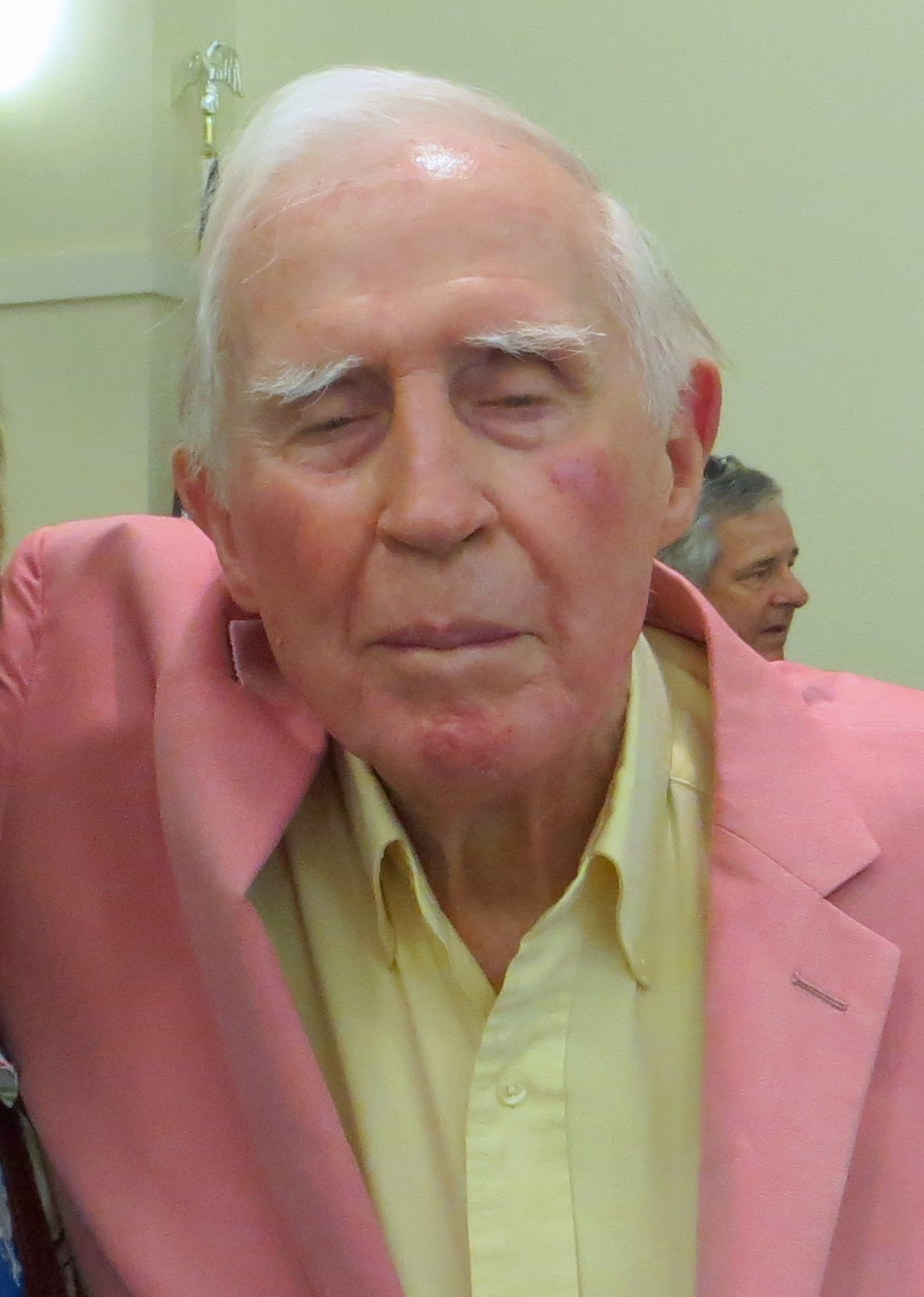
Bill Minor, 2014

Wilson Floyd „Bill“ Minor (* 17. Mai 1922 in Hammond, Louisiana; † 28. März 2017 in Ridgeland, Madison County, Mississippi) war ein US-amerikanischer Reporter, der in Mississippi lebte und arbeitete.

## Leben
Bill Minor besuchte die Highschool in Bogalusa und studierte anschließend bis 1943 Journalismus an der Tulane University. Er arbeitete bereits seit 1939 für „Bogalusa Enterprise“ und neben dem Studium als Teilzeitreporter für die Times-Picayune in New Orleans und berichtete über die Bürgerrechtsbewegung der Vereinigten Staaten von Amerika. Während des Zweiten Weltkriegs war er im Pazifik auf einen Zerstörer der US-Marine eingesetzt und wurde mit zwölf Battle Stars ausgezeichnet. Nach dem Ende des Krieges schloss sich der Times-Picayune an, wo er von 1947 bis 1976 als Mississippi-Korrespondent tätig war. Die Zeitschrift hatte ihr Büro in Jackson geschlossen, so dass er von 1976 bis 1981 als Eigentümer, Redakteur und als statistischer Syndikatskolumnist für den Capitol Reporter tätig war. Minor unterrichtete in den Jahren 1983 und 1984 zudem Journalismus an der University of Mississippi. Er lebte anschließend in Jackson, Mississippi.